# Comitato europeo per il rischio sistemico
Il Comitato europeo per il rischio sistemico (in inglese, European Systemic Risk Board – ESRB) è un organo indipendente con sede alla Banca centrale europea a Francoforte, responsabile per la vigilanza macroprudenziale del sistema finanziario dell'Unione. Il Consiglio della UE ha approvato la costituzione dello nuovo organo nella riunione del 18 e del 19 luglio 2009.

## Storia
Durante la grande recessione, alcune istituzioni finanziarie europee erano in difficoltà, mettendo a rischio l'intera stabilità finanziaria in Europa.
Nel 2008 Il presidente della Commissione europea, José Manuel Barroso, istituisce un gruppo indipendente di esperti guidato da Jacques de Larosière. A novembre del 2008 il gruppo si riunisce la prima volta e a fine febbraio 2009 redige un rapporto che presenta alla Commissione europea con alcune raccomandazioni per rafforzare la sorveglianza sul sistema finanziario europeo. 
Le raccomandazioni del rapporto del gruppo Larosière vengono accolte e trasformate in indicazioni operative dagli organi comunitari. Il Consiglio dell'Unione europea nella riunione del 18 e 19 luglio 2009 approva la creazione di un Comitato europeo per il rischio sistemico o CERS (European Systemic Risk Board) per il monitoraggio della stabilità finanziaria a livello europeo.
Contestualmente il Consiglio ha approvato anche l'istituzione di tre nuove autorità europee che insieme costituiscono il Comitato congiunto delle autorità europee di vigilanza: 
- L'Autorità bancaria europea[3] (in inglese, European Banking Authority – EBA) per la vigilanza del mercato bancario;
- L'Autorità europea delle assicurazioni e delle pensioni aziendali e professionali[4] (European Insurance and Occupational Pensions Authority - EIOPA) per la sorveglianza del mercato assicurativo;
- L'Autorità europea degli strumenti finanziari e dei mercati[5] (European Securities and Markets Authority - ESMA) per la sorveglianza del mercato dei valori mobiliari.

La legislazione che stabilisce il Comitato europeo per il rischio sistemico entra in vigore il 16 dicembre 2010. Il CERS insieme alle tre autorità europee e alle autorità degli stati membri formano il Sistema europeo di vigilanza finanziaria (SEVIF).

## Struttura
Il Comitato europeo per il rischio sistemico ha sede alla Banca centrale europea a Francoforte e il funzionamento del suo Segretariato è garantito dalla Banca centrale europea.
Il Comitato è un organo indipendente della UE con il compito di sorvegliare la stabilità macroprudenziale del sistema finanziario della UE. Il Comitato contribuisce a prevenire e mitigare i rischi sistemici alla stabilità finanziaria dell'Unione che originano all'interno dello stesso sistema europeo. Il Comitato ha anche il compito di contribuire al corretto e regolare funzionamento del mercato interno e garantire che il sistema finanziario contribuisca in modo sostenibile alla crescita economica dell'Unione.
Le strutture del Comitato sono: il Consiglio generale; lo Steering Committee; il Segretariato (curato dalla BCE); il Comitato scientifico consultivo; il Comitato tecnico consultivo
Il Consiglio generale è composto da membri con diritto di voto e membri senza diritto di voto. I membri con diritto di voto sono:
- il presidente e il vice presidente della Banca centrale europea
- i governatori delle banche centrali dei paesi dell'Unione europea
- un membro in rappresentanza della Commissione europea
- il presidente dell'EBA
- il presidente dell'EIOPA
- il presidente dell'ESMA
- il presidente e il vice presidente del Comitato scientifico consultivo
- il presidente del Comitato tecnico consultivo

I membri senza diritto di voto sono:
- un rappresentante di alto livello di una delle tre autorità europee (bancaria, assicurativa, valori mobiliari) in relazione al tema in discussione
- il presidente del Comitato economico e sociale dell'Unione europea

Il presidente del Comitato è di diritto il presidente della Banca centrale europea. Come vice presidente è stato nominato dal Consiglio generale della BCE, Mervyn King, Governatore della Banca d’Inghilterra. Il Comitato si è riunito la prima volta a Francoforte il 20 gennaio 2011.

## Obiettivi
L'obiettivo strategico del Comitato è quello della sorveglianza macroprudenziale sul sistema finanziario dell'Unione europea e la prevenzione o mitigazione del rischio sistemico che può originare all'interno del sistema finanziario europeo. Inoltre, il Comitato deve contribuire al corretto e regolare funzionamento del mercato unico dell'Unione e assicurare che il settore finanziario contribuisca alla crescita economica.
Per raggiungere tale obiettivo strategico, la normativa europea ha assegnato al Comitato una serie di compiti istituzionali: 
- analizzare e studiare le informazioni rilevanti;
- identificare i potenziali rischi a rilevanza sistemica;
- comunicare, se necessario pubblicamente, i rischi che sono considerati rilevanti;
- emanare raccomandazioni, se necessario anche pubblicamente, affinché siano prese misure correttive in risposta ai rischi segnalati;
- coordinare le sue azioni con quelle delle organizzazioni internazionali, in particolare il Fondo monetario internazionale, il Financial Stability Board e tutte le autorità appartenenti a paesi terzi coinvolte nella  sorveglianza e nell'analisi macroprudenziale.